# Nieuw-Vlaamse Alliantie
La Nieuw-Vlaamse Alliantie (Aliança Nou Flamenc) és un partit polític flamenc sorgit arran de la separació de l'històric partit nacionalista flamenc Volksunie el 2001. L'N-VA és republicà, de centredreta i aposta per la plena sobirania de Flandes i la seva constitució com a nou estat de la UE.

## Història
El 2001 el Volksunie es va dividir en dos partits: Sprit i Nieuw-Vlaamse Alliantie, com a resultat de les lluites internes entre el cap de l'ala dreta, Geert Bourgeois, i el social liberal Bert Anciaux. El nou partit aposta pel nacionalisme flamenc per vies pacífiques, reclamant un Flandes republicà dins una Confederació Europea.
Entre els seus punts de vista polítics hi ha la defensa de l'eutanàsia, de l'avortament i dels drets dels homosexuals, i ha participat en celebracions de l'orgull gai, com també votat a favor dels matrimonis homosexuals i de l'adopció per part de parelles del mateix sexe.
A les eleccions regionals belgues de 2004 es va presentar en coalició amb Christen-Democratisch en Vlaams (CD&V), cosa que va repetir a les eleccions legislatives de 2007. Això provocà el trencament amb el partit de Jean-Marie Dedecker, qui es va presentar a les eleccions amb la Lijst Dedecker. A les eleccions legislatives belgues de 2010 es presentà en solitari i fou el partit més votat, però no va participar de la reforma constitucional de 2011 i va passar a l'oposició del govern de coalició encapçalat per Elio di Rupo.
Després de les eleccions legislatives belgues de 2014, Charles Michel del Mouvement Réformateur (MR) esdevingué el primer ministre més jove de la història de Bèlgica. amb un govern de coalició de N-VA, MR, CD&V i Open Vlaamse Liberalen en Democraten (Open Vld). A principis de desembre de 2018 l'oposició del N-VA al Pacte Mundial per a les Migracions va provocar la seva sortida del govern i MR, CD&V i Open Vld van continuar breument com a gabinet minoritari fins que Michel va dimitir el 18 de desembre de 2018. Com que les eleccions estaven programades per al maig de 2019, el gabinet en minoria va continuar de manera provisional fins a les eleccions. Michel va seguir al capdavant del govern de manera provisional fins al 27 d'octubre de 2019, quan fou nomenat President del Consell Europeu sent rellevat per Sophie Wilmès també del MR fins que l'1 d'octubre de 2020 Alexander De Croo de l'Open Vld va assumir el càrrec de primer ministre amb el govern de coalició del seu partit, l'Open Vld amb el MR, els socialistes de Flandes i de Valònia, CD&V i els ecologistes flamencs i els valons, i el N-VA va mantenir-se a l'oposició.
Després de les eleccions legislatives belgues de 2024, el 31 de gener de 2025 Bart de Wever va anunciar al rei dels belgues Felip de Bèlgica l'acord de govern dels nacionalistes flamencs de N-VA, els liberals del Mouvement Réformateur (MR) i Els Compromesos, els demòcratacristians flamencs del Christen-Democratisch en Vlaams (CD&V) i els flamencs demòcrates social d'Endavant, amb 82 escons de 150 a la Cambra de Representants i una agenda amb més federalisme, més autonomia per a les unitats constituents, retallades en la despesa pública social i una setena reforma de l'Estat.

## Resultats electorals

### Cambra de Representants
| Any  | Líder           | Vots                 | %                    | Escons   | +/–  | Govern             |
| ---- | --------------- | -------------------- | -------------------- | -------- | ---- | ------------------ |
| 2003 | Geert Bourgeois | 201,399              | 3.1                  | 1 / 150  | Nou  | Oposició           |
| 2007 | Yves Leterme    | En coalició amb CD&V | En coalició amb CD&V | 5 / 150  | ▲ 4  | Oposició           |
| 2010 | Bart de Wever   | 1,135,617            | 17.4                 | 27 / 150 | ▲ 22 | Oposició           |
| 2014 | Bart de Wever   | 1,366,073            | 20.3                 | 33 / 150 | ▲ 6  | Coalició (2014-18) |
| 2014 | Bart de Wever   | 1,366,073            | 20.3                 | 33 / 150 | ▲ 6  | Oposició (2018-19) |
| 2019 | Bart de Wever   | 1.086.787            | 16.0                 | 25 / 150 | ▼ 8  | Oposició           |
| 2024 | Bart de Wever   | 1,167.061            | 16.7                 | 24 / 150 | ▼ 1  | Coalició           |

### Senat
| Any  | Vots                 | %                    | Escons  | +/- |
| ---- | -------------------- | -------------------- | ------- | --- |
| 2003 | 200,273              | 3.1                  | 0 / 71  | Nou |
| 2007 | En coalició amb CD&V | En coalició amb CD&V | 2 / 71  | 2   |
| 2010 | 1,268,780            | 19.6                 | 14 / 71 | 12  |
| 2014 |                      |                      | 12 / 60 | 2   |
| 2019 |                      |                      | 9 / 60  | 3   |
| 2024 |                      |                      | 10 / 60 | 1   |

### Regional

#### Parlament de Brussel·les
| Any  | Vots                 | %                    | %                    | Escons | +/- | Govern         |
| Any  | Vots                 | D.E.C.               | Total                | Escons | +/- | Govern         |
| ---- | -------------------- | -------------------- | -------------------- | ------ | --- | -------------- |
| 2004 | En coalició amb CD&V | En coalició amb CD&V | En coalició amb CD&V | 0 / 89 | Nou | Oposició       |
| 2009 | 2,586                | 5.0 (#6)             |                      | 1 / 89 | 1   | Oposició       |
| 2014 | 9,085                | 17.0 (#4)            |                      | 3 / 89 | 2   | Oposició       |
| 2019 | 9.177                | 18.0 (#4)            |                      | 3 / 89 | =   | Oposició       |
| 2024 | 9.571                | 11.9 (#3)            |                      | 2 / 89 | ▼ 1 | Per determinar |

#### Parlament de Flandes
| Any  | Vots                 | %                    | Escons   | +/- | Govern         |
| ---- | -------------------- | -------------------- | -------- | --- | -------------- |
| 2004 | En coalició amb CD&V | En coalició amb CD&V | 6 / 124  | Nou | Coalició       |
| 2009 | 537,040              | 13.1 (#5)            | 16 / 124 | 10  | Coalició       |
| 2014 | 1,339,946            | 31.9 (#1)            | 43 / 124 | 27  | Coalició       |
| 2019 | 1,052,252            | 24.8 (#1)            | 35 / 124 | 8   | Coalició       |
| 2024 | 1,045,607            | 23.9 (#1)            | 31 / 124 | 4   | Per determinar |

### Parlament Europeu
| Any  | Vots                 | %                    | %                    | Escons | +/- |
| Any  | Vots                 | D.E.C.               | Total                | Escons | +/- |
| ---- | -------------------- | -------------------- | -------------------- | ------ | --- |
| 2004 | En coalició amb CD&V | En coalició amb CD&V | En coalició amb CD&V | 1 / 24 | Nou |
| 2009 | 402,545              | 9.9 (#5)             | 6.1                  | 1 / 22 | =   |
| 2014 | 1,123,363            | 26.7 (#1)            | 16.8                 | 4 / 21 | 3   |
| 2019 | 1,123,355            | 22.4 (#1)            | 14.2                 | 3 / 21 | 1   |
| 2024 | 995,868              | 22.1 (#2)            | 14.0                 | 3 / 21 | =   |